# Шан-сюр-Тарантен-Маршаль
Шан-сюр-Таранте́н-Марша́ль (фр. Champs-sur-Tarentaine-Marchal, окс. Camps de Tarentaine Marchal) — коммуна во Франции, находится в регионе Овернь. Департамент — Канталь. Административный центр кантона Шан-сюр-Тарантен-Маршаль. Округ коммуны — Морьяк.
Код INSEE коммуны — 15038.
Коммуна расположена приблизительно в 390 км к югу от Парижа, в 60 км юго-западнее Клермон-Феррана, в 55 км к северу от Орийака.

## Население
Население коммуны на 2008 год составляло 1033 человека.
| 1962 | 1968 | 1975 | 1982 | 1990 | 1999 | 2008 |
| ---- | ---- | ---- | ---- | ---- | ---- | ---- |
| 1452 | 1527 | 1331 | 1141 | 1088 | 1044 | 1033 |

## Экономика
В 2007 году среди 558 человек в трудоспособном возрасте (15—64 лет) 407 были экономически активными, 151 — неактивными (показатель активности — 72,9 %, в 1999 году было 68,2 %). Из 407 активных работали 367 человек (207 мужчин и 160 женщин), безработных было 40 (17 мужчин и 23 женщины). Среди 151 неактивных 27 человек были учениками или студентами, 64 — пенсионерами, 60 были неактивными по другим причинам.

## Города-побратимы
- Ла-Плен-сюр-Мер (Франция, с 2007 года)